# Kōshi Kurumizawa
Kurumizawa Kōshi (胡桃沢耕史, 26 avril 1925 - 23 mai 1994) est le nom de plume d'un écrivain japonais de l'ère Shōwa. Son nom véritable est Shimizu Masatarō.

## Biographie
BNé dans le district de Mukojima de Tokyo, Kurumizawa est diplômé du département de commerce de l'université de Takushoku. Il travaille pour la société de radiodiffusion du gouvernement japonais, la NHK, comme producteur de dramatiques radio, et écrit accessoirement. Son premier roman Soshi futatabi kaerazu (« Le Desperado ne revient pas »), publié sous son véritable nom, est couronné en 1955 d'un prix du premier ouvrage d'un nouvel auteur. Il met de côté tous les gains obtenus de ses écrits et s'en sert pour financer un voyage-tour du monde de 1958 à 1967. À son retour au Japon, il adopte le nom de plume Kōshi Kurumizawa, et commence à écrire des romans d'aventures.
En 1983, son roman Tenzan o koete (« La traversée des montagnes Tenzan ») remporte le prix des auteurs japonais de romans policiers et la même année il reçoit le prestigieux prix Naoki pour son histoire Kuro Pan Furyoki à propos des souffrances des prisonniers de guerre japonais en Sibérie après la Seconde Guerre mondiale.
Admirateur de l'écrivain Sanjūgo Naoki, Kurimizawa fait en sorte d'obtenir la parcelle à côté de la tombe de Naoki au Chōshō-ji à Yokohama, et y fait ériger sa propre pierre tombale avant sa mort.

## Source de la traduction
- E-textes sur Aozora Bunko (site japonais)